# Claude Dambury
Claude Dambury (sinh ngày 30 tháng 7 năm 1971) là một cầu thủ bóng đá người Guyane thuộc Pháp.

## Đội tuyển bóng đá quốc gia Guyane thuộc Pháp
Claude Dambury thi đấu cho đội tuyển bóng đá quốc gia Guyane thuộc Pháp từ năm 2008.

## Thống kê sự nghiệp
| Đội tuyển Guyane thuộc Pháp | Đội tuyển Guyane thuộc Pháp | Đội tuyển Guyane thuộc Pháp |
| Năm                         | Trận                        | Bàn                         |
| --------------------------- | --------------------------- | --------------------------- |
| 2008                        | 2                           | 0                           |
| Tổng cộng                   | 2                           | 0                           |